# Börzsöny (hegység)
A Börzsöny (németül: Pilsengebirge, szlovákul: Brežany) hegység Magyarország északi részén, Pest és Nógrád vármegyében fekszik. A Kárpátok belső vulkáni övezetében található; az Északi-középhegység legnyugatibb tagja. Földrajzilag csak a második legnyugatibb, mert ide sorolják a Visegrádi-hegységet is, amelyet köznapi értelemben véve viszont a Dunántúli-középhegységhez sorolnak (Dunazug-hegyvidék). A mintegy 600 km2 területű hegységet északról és nyugatról az Ipoly, délről a Duna, keletről a Nógrádi-medence és a Cserhát határolja. Szlovákiába átnyúló része az Ipoly völgyének nyugati oldalán elhelyezkedő Kovácspataki-hegyek.
Földrajzi szempontból Magyarország egyik középtájának minősül az Északi-középhegységen mint nagytájon belül. Kistájai:
- a Központi-Börzsöny,
- a Börzsönyi-kismedencék és
- a Börzsönyi-peremhegység.[2]

Az egykori kráter pereme alkotja a Börzsöny legmagasabb csúcsait. Legmagasabb csúcsa a Csóványos (938 m). Magyarország 3. legmagasabb átlagmagasságú hegysége,[forrás?] a 100 legmagasabb magyar hegycsúcs közül 9 található a Börzsönyben.
A változatos táj remek túrázási lehetőségeket kínál. A Börzsöny nagy része nemzeti park. A Csóványosról tárul elénk az ország egyik legszebb panorámája a Dunakanyarral és észak felé a Magas-Tátrával. A hegyen több emléket találhatunk a már évezredekkel ezelőtt letelepedett ősemberekkel kapcsolatban.

## Geológia
A Börzsöny aljzatát északon kristályos pala és gránit, délen triász mészkő és dolomit alkotja. Ezekre több rétegben harmadidőszaki üledékes kőzetek rakódtak a vulkanikus tevékenység előtt. A Börzsöny kialakulása 15-18 millió évvel ezelőttre tehető, ezzel fiatal hegységnek számít. Nagyrészt vulkáni kőzetek (andezit, dácit) alkotják.
A Börzsöny alapját egy a miocén korban működő ősvulkán alkotja. Egykori formája a pliocén végére jelentősen lekopott, köszönhetően az egykor a területen uralkodó szubtrópusi éghajlatnak. A kaldera határa felismerhető a Miklós-tető, Magosfa, Csóványos, Nagy-Hideg-hegy, Várbérc, Holló-kő, Jancsi-hegy íven. A kalderán belül a vízfolyások a Csarna-patakban egyesülnek, kívül a paláston sugarasan lefolynak. A pleisztocénben periglaciális kőtengerek, kőfolyások képződtek, az alacsonyabb területeken lösz rakódott le.
Az emberek már évezredekkel ezelőtt letelepedtek a hegységben, a jelenlétüket a mai napig több emlék őrzi, ugyanis számos vár található a környéken, például Drégelyvár, Hont vára, Ipolydamásdi vár, Nógrádi vár.

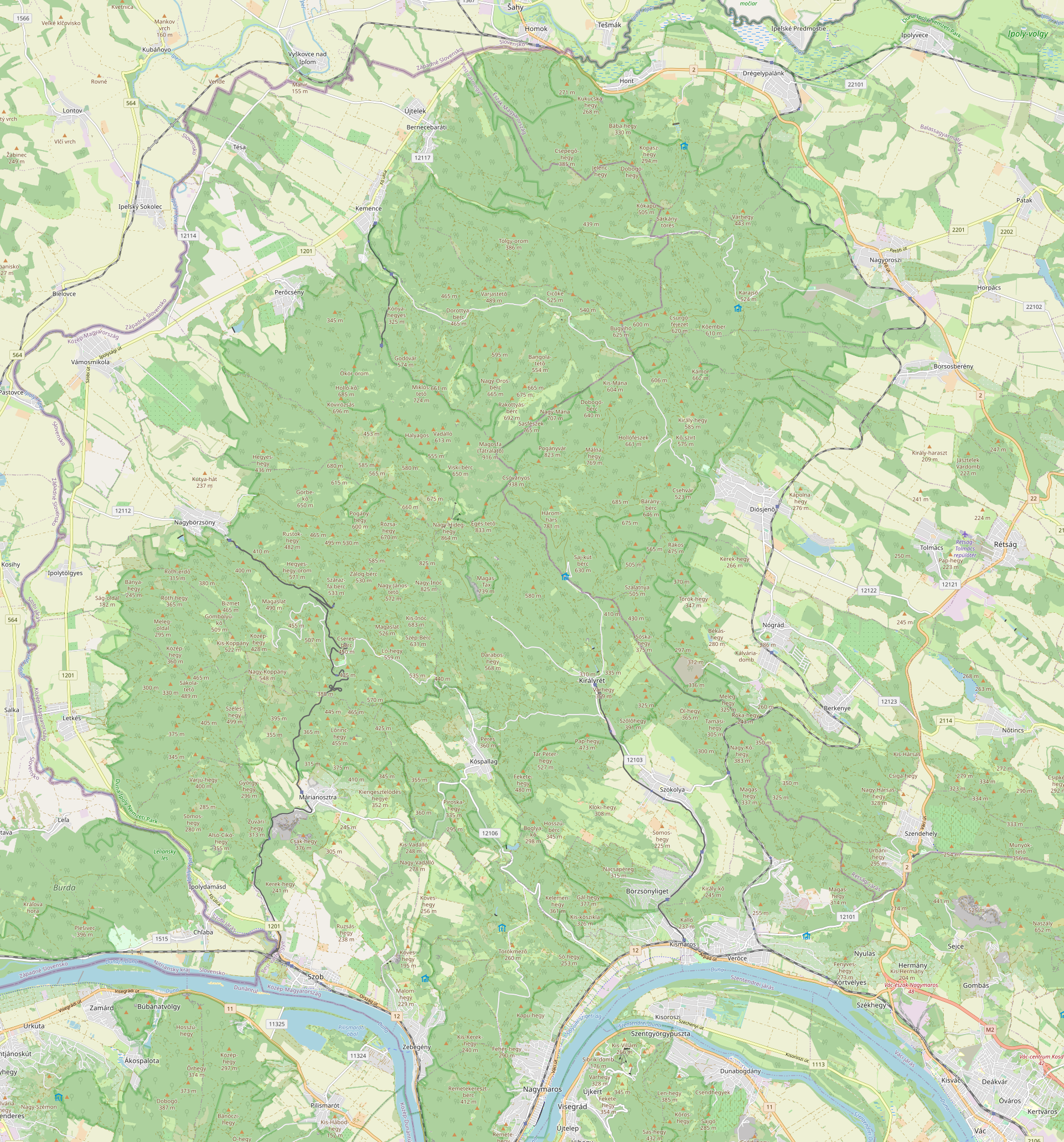
A Börzsöny térképe

## Domborzat
A Börzsöny legmagasabb csúcsa a Csóványos (938 m). Magyarország 3. legmagasabb átlagmagasságú hegysége. A 100 legmagasabb magyar hegycsúcs közül 9 található a Börzsönyben:
| Sorszám | Hegycsúcs neve   | Magasság (m) | Megjegyzés                    |
| ------- | ---------------- | ------------ | ----------------------------- |
| 19.     | Csóványos        | 938          | A Börzsöny legmagasabb csúcsa |
| 27.     | Magos-fa         | 916          |                               |
| 50.     | Varsa-tető       | 871          |                               |
| 54.     | Nagy-Hideg-hegy  | 864          |                               |
| 55.     | Hangyás-bérc (1) | 863          |                               |
| 60.     | Hangyás-bérc (2) | 854          |                               |
| 71.     | Nagy-Inóc        | 826          |                               |
| 72.     | Korom-bérc       | 825          |                               |
| 75.     | Pogányvár        | 823          |                               |

A hegység szerkezetileg négy részre tagolható: Magas-Börzsöny, Észak-Börzsöny, Nyugat-Börzsöny és Dél-Börzsöny.

### Dél-Börzsöny

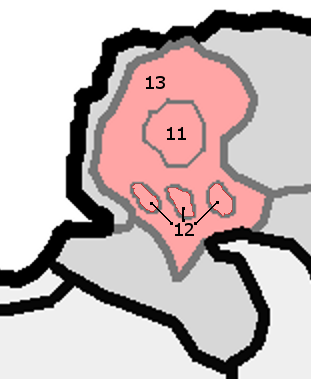
Földrajzi kistájai:
11 – Központi-Börzsöny
12 – Börzsönyi-kismedencék
13 – Börzsönyi-peremhegység

A Dél-Börzsöny a hegységnek Bőszobi- és a Medres-patak, a kóspallagi és a márianosztrai kismedencék, a Katalin-völgy, illetve a Duna által körülhatárolt területe. Üledékes kőzetek alkotják.

### Magas-Börzsöny
A Magas-Börzsöny hegység központi része. Határait a Kemence-patak, az Ipoly völgye, a nagybörzsönyi Hosszú-völgy, illetve a Kóspallag-Szokolya vonal jelöli ki. Észak-dél irányú gerincén találhatók a legmagasabb csúcsok: a Csóványos (938 m), Magos-fa (916 m), Nagy-Hideg-hegy (864 m) és Nagy-Inóc (826 m). Az ősvulkán legaktívabb időszakában keletkezett.

### Észak-Börzsöny
A hegység északi területét a Kemence-patak határolja el a Magas-Börzsönytől. Keletkezése nem annyira egyértelmű, mint a Magas-Börzsöny esetében, eltérő felépítésű hegycsoportok alkotják. Két fő részre osztható, melyeket egy völgy határol el egymástól. Az északi részt nagyrészt üledékes kőzetek alkotják, melyek még a vulkáni tevékenység előtt keletkeztek. A völgytől délre lávakőzetek a meghatározó építő anyagok.

### Nyugat-Börzsöny
A Nyugat-Börzsöny a Nagybörzsöny-Márianosztra vonaltól nyugatra húzódik. Itt folyik a Börzsöny-patak is. Csúcsainak magassága a Nagy-Sas-hegy kivételével nem éri el a 600 métert. Lepusztult réteg- és kürtővulkánok alkotják.

## Vízrajz

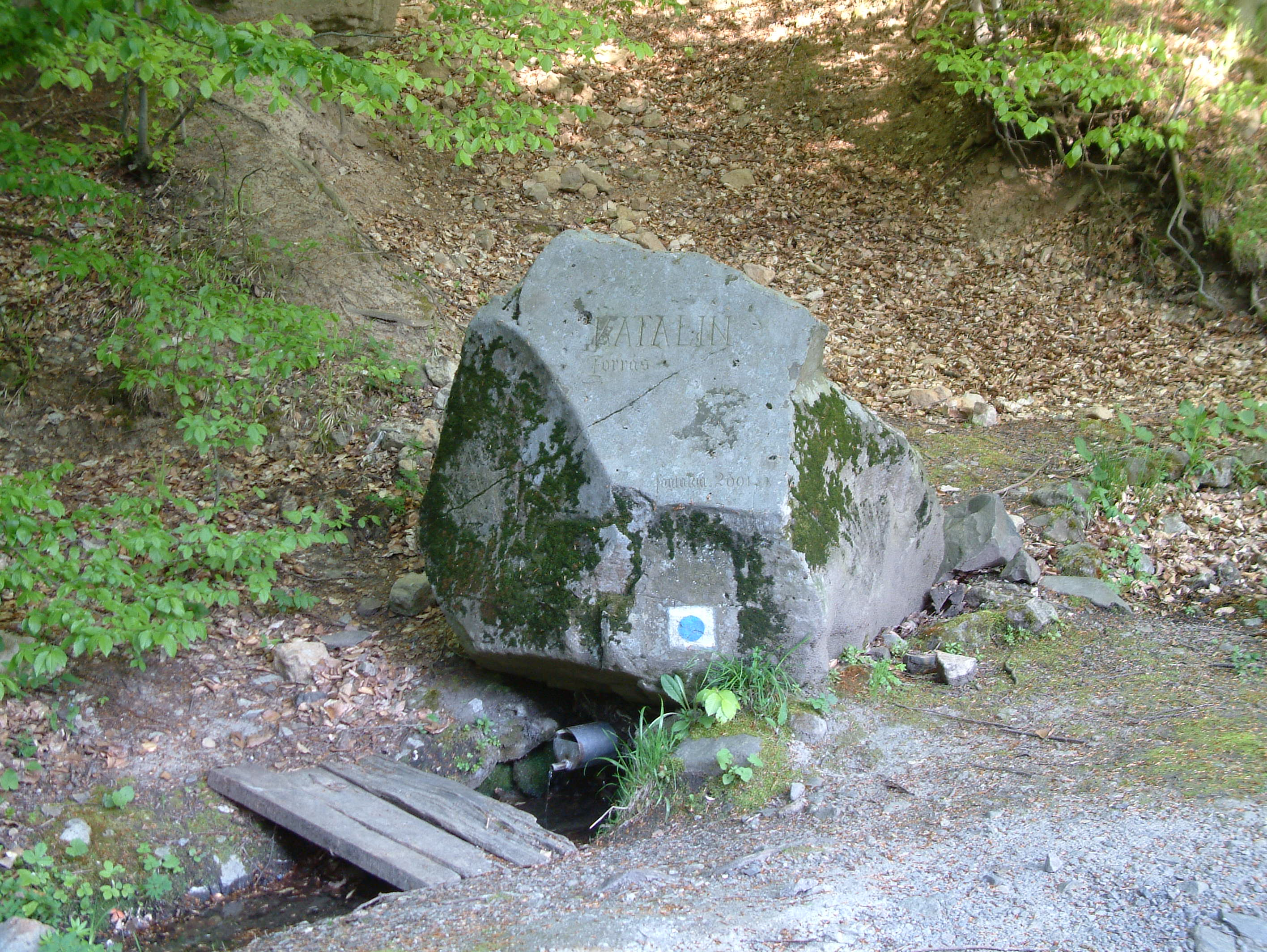
A Katalin-forrás

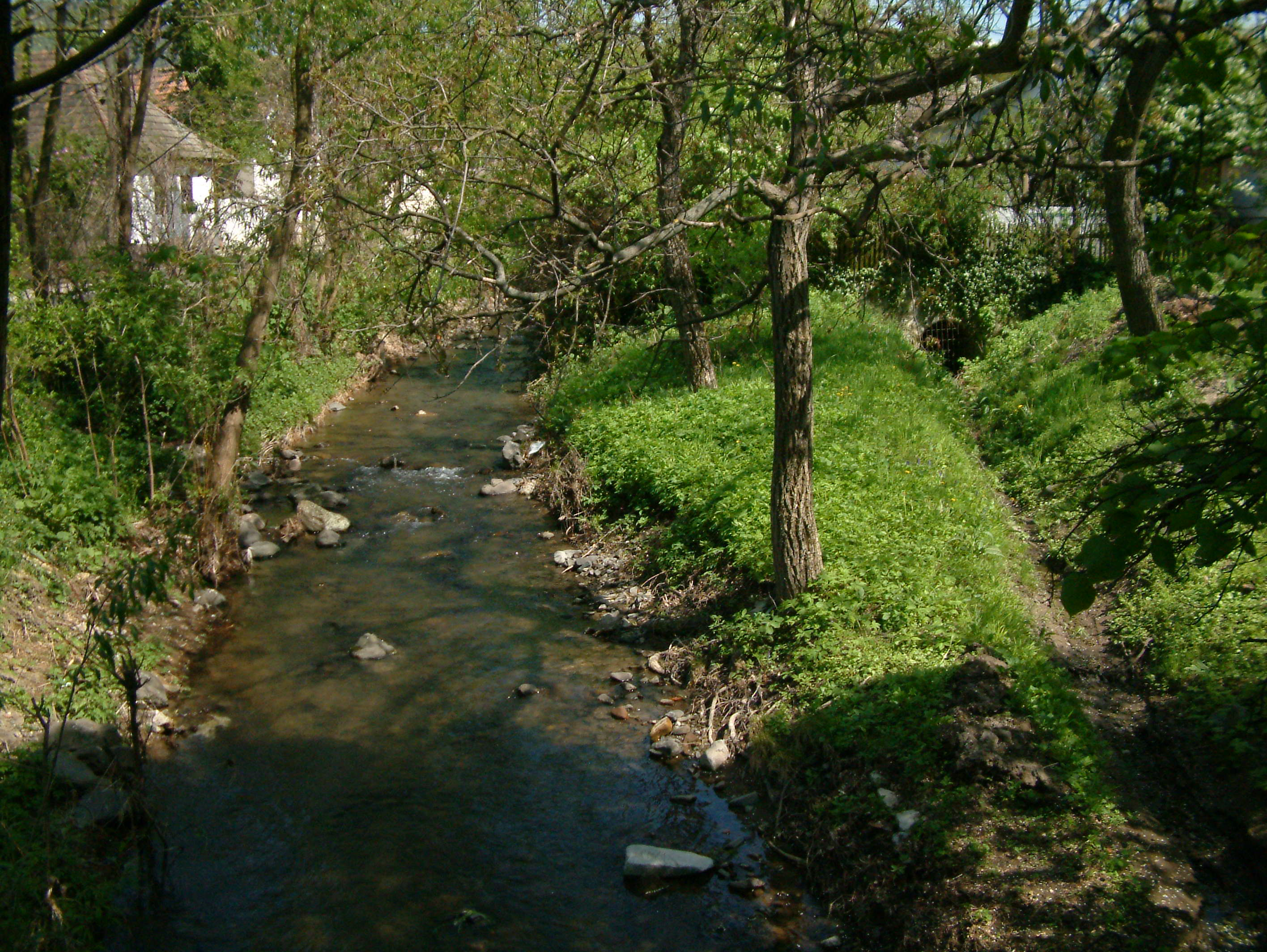
A Börzsöny-patak Nagybörzsönyben

Az évi mintegy 6–800 mm csapadék földrajzi megoszlása egyenlőtlen: a Nyugat-Börzsönyben viszonylag kevés hullik, míg a legtöbb a Királyháza – Csóványos – Királyrét – Kis-Inóc vonulatra jut. A bőséges csapadéknak köszönhetően a hegység vízviszonyai jók. Természetes eredetű állóvizei a mesterségesen fenntartott Büdös-tavat leszámítva nincsenek, de területén mintegy 350 (erősen változó vízhozamú) forrás fakad, 40 közülük 600 m feletti magasságban. A Börzsöny peremein rétegvízforrások is előfordulnak, de a hegységben a résvízforrások a jellemzőek. A források nagy részének vize tiszta.
A terület vízrajzi (hidrogeográfiai) centruma a legmagasabbra kiemelkedő Csóványos tömbje, ahová a legjelentősebb vízhozamú és hosszúságú patakok és völgyeik (például Kemence-patak, Fekete-patak, Szén-patak) hátravágódnak. A hegység felszíni vízfolyásai a vulkanikus földtani adottságok és az ezzel járó tagolt felszín nyomán, általában rövidek és kis vízhozamúak. Ráadásul az országos szinten is jelentős arányú erdőborítottság miatt az éves csapadékösszeg, majd 60%-át elpárologtatja az erdő. A vízfolyások nagy része nem a szép számmal előforduló, de nagyrészt rendkívül ingadozó és csekély vízhozamú résvízforrásokból, hanem a hóolvadásból, a tartósabb időintervallumú esőzések, nyári heves záporok, zivatarok csapadékából táplálkozik. A patakok gyors és gyakran látványos vízszintváltozásai a vulkanikus eredetű kőzetek – töredezettségük ellenére – csekély vízáteresztő képességéből adódik. A karsztos mészkőhegységekkel ellentétben a lehulló csapadék nagy része nem szivárog el az anyakőzet mélyebb részeibe.
A hegység leghosszabb és legnagyobb vízhozamú állandó vízfolyása a Kemence-patak, (neve a szláv „kamenica” szóból ered és „köves medrűt” jelent) a Csóványos keleti oldalába vágódott völgyfőben felfakadó források vízéből születik. A patak hossza 25,6 km, teljes vízgyűjtő területe 107 km2, átlagos vízhozama 294 l/sec.
A hegység geológiai adottságainak is köszönhetően, összesen 427 természetesen feltörő forrást tartanak nyilván a kataszterek. Ebből mintegy 350 mondható jelentősebb vízhozammal rendelkezőnek. Ezeket három fő típusba sorolhatjuk: a hegylábi területek üledékes kőzeteiből feltörő talajvízforrások, a hegységperem lealacsonyodó oldalain kibukkanó rétegforrások, és a hegység belsejében található résvízforrások. Az állandó résvízforrások közül mintegy 40 forrás 600 m tszf.-i magasságban fakad, míg a legmagasabban fekvő forrást a Csóványos keleti oldalában, 850-900 méterrel a tengerszint felett találjuk.
A hegyvidéken nincsenek természetes eredetű nagyobb állóvizek. A belső területekről kilépő patakokat a lankásodó hegylábfelszínek kisebb esésű völgyeiben, néhány településen mesterséges gátakkal zárták el, így alakítva ki különböző funkciók ellátására szolgáló duzzasztott, mesterséges tavakat. A néhány természetes eredetű, kisebb léptékű állóvíz közül – a nagyobb hóolvadások és csapadékosabb periódusok idején – a lefolyástalan területeken megjelenő időszakos tavakat érdemes megemlíteni. Ilyen található például a Só-hegy és a Nagy-Sas-hegy közötti nyeregben, a Nagy-réten. Emellett fontos, de antropogén eredetű vizes élőhelyet jelentenek a világháborús cselekmények nyomán kialakult bombatölcsérek is.

## Élővilág

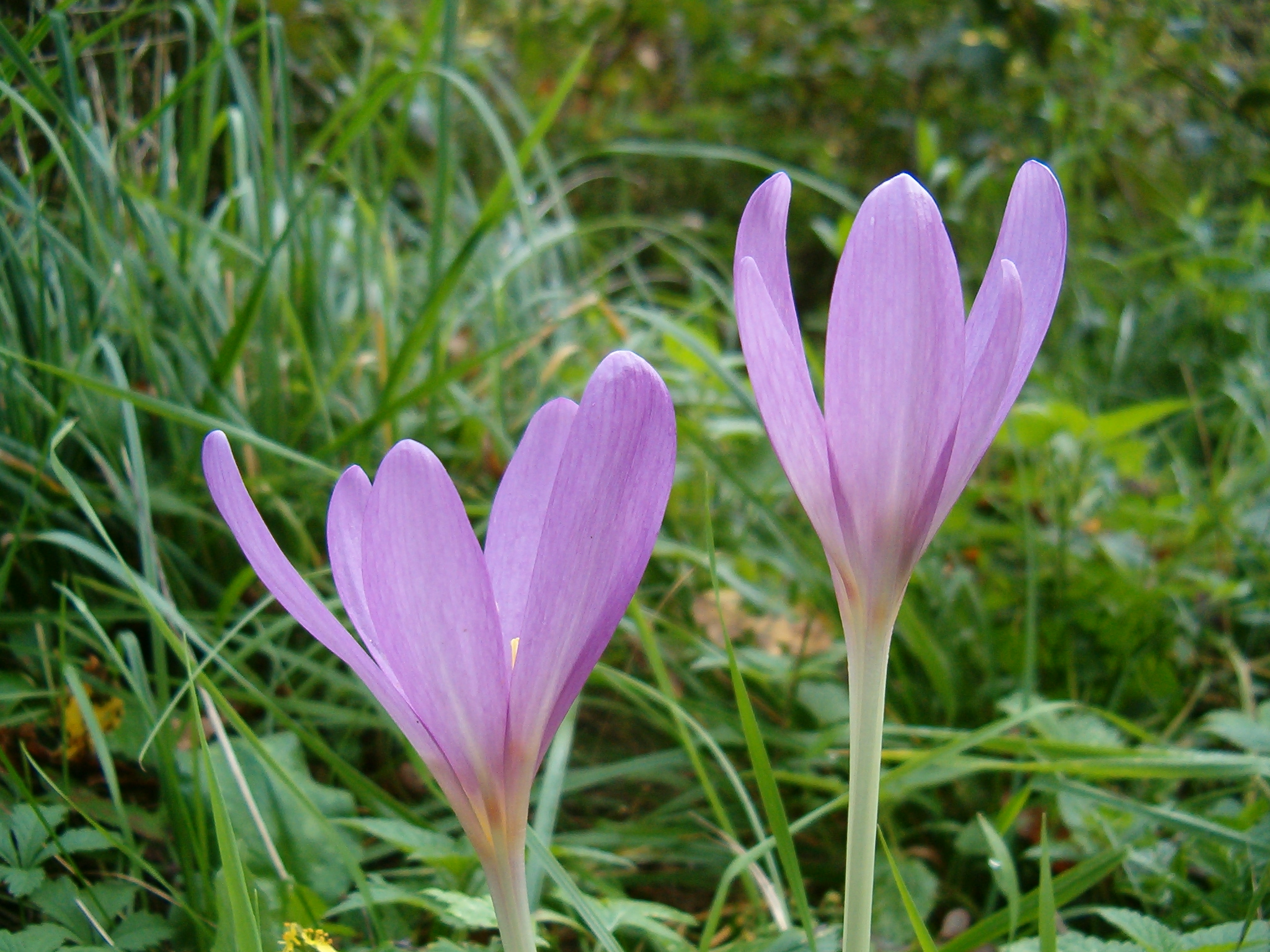
Őszi kikerics (Colchicum autumnale) a Szén-patak völgyében

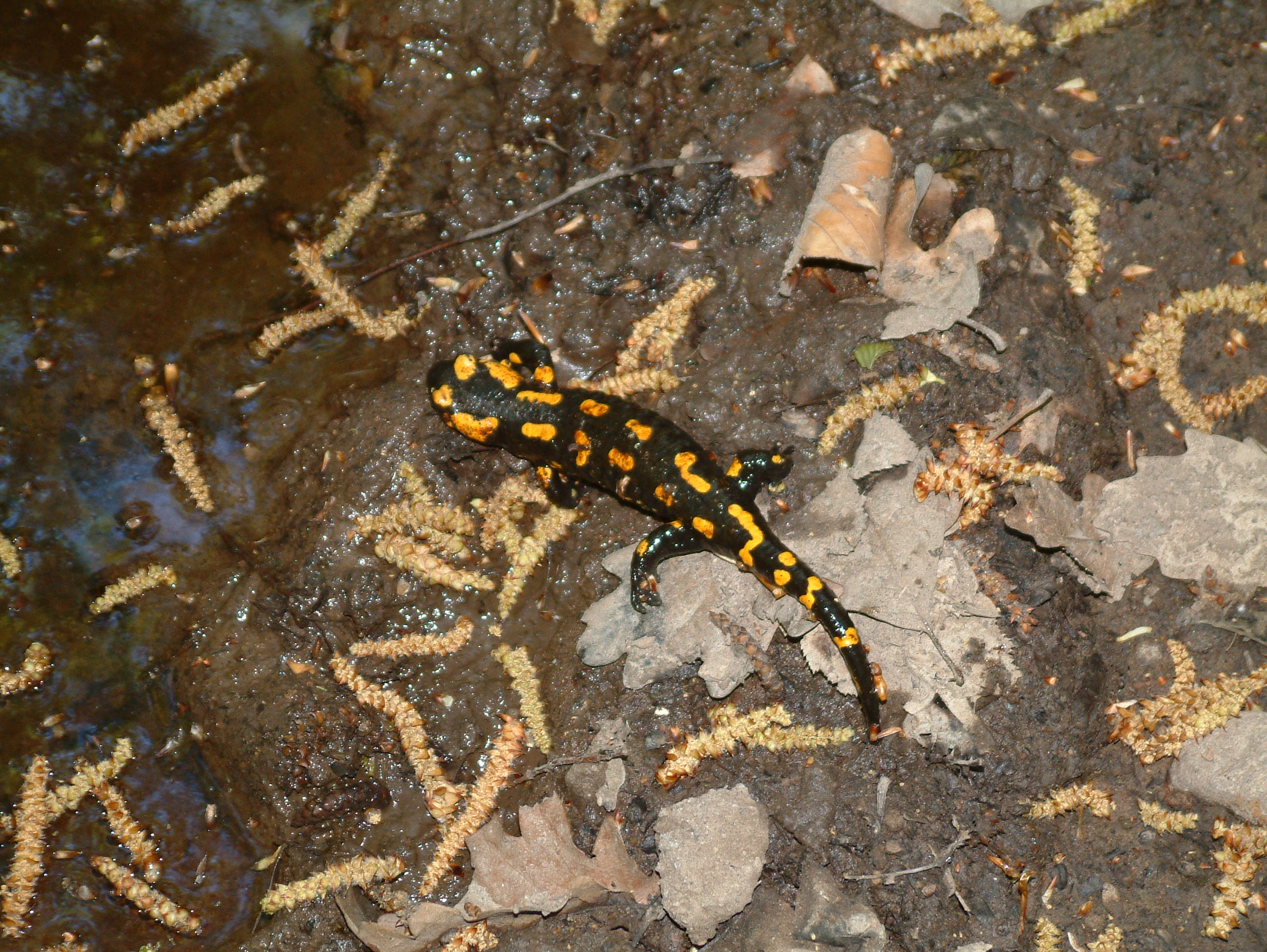
Foltos szalamandra Nagybörzsöny közelében

### Növényvilág
A Börzsöny területén a következő növényfajok fordulnak elő: hegyközi cickafark (Achillea crithmifolia), tavaszi hérics (Adonis vernalis), gyíkhagyma (Allium angulosum), ereszes hagyma ( Allium rotundum), kerti harangláb (Aquilegia vulgaris), északi fodorka (Asplenium septentrionale), csillagőszirózsa (Aster amellus), tejelő buvákfű (Bupleurum praealtum), erdei pereszlény (Calamintha sylvatica Bromf. subsp. sylvatica), sziklás sás (Carex halleriana), törpe sás (Carex humilis), keskenylevelű sás (Carex stenophylla), kisszirmú madárhúr (Cerastium brachypetalum), csepleszmeggy (Cerasus fruticosa), sajmeggy (Cerasus mahaleb ), réti margitvirág (Leucanthemum vulgare), gyapjas aszat (Cirsium eriophorum), apró keresztfű (Cruciata pedemontana), széleslevelű ujjaskosbor (Dactylorhiza majalis), (Dactylorhiza sambucina), magyar zergevirág (Doronicum hungaricum), piros kígyószisz (Echium russicum ), kislevelű nőszőfű (Epipactis microphylla), (Equisetum fluviatile), téli zsurló (Equisetum hyemale), ködvirág (Erophyla verna), (Erysimum wittmanni Zaw. subsp. pallidiflorum), farkas kutyatej (Euphorbia cyparissias), sziklai csenkesz (Festuca pseudodalmatica), (Fumaria rostellata), (Gagea bohemica), csillogó gólyaorr (Geranium lucidum), mocsári gólyaorr (Geranium palustre), mezei gólyaorr (Geranium pratense), apró gólyaorr (Geranium pusillum), (Glyceria nemoralis), szürke káka (Holoschoenus romanus), olocsán (Holosteum umbellatum ), örménygyökér (Inula helenium), pázsitos nőszirom (Iris graminea), erdei varfű (Knautia dipsacifolia), kék saláta (Lactuca perennis), piros árvacsalán (Lamium purpureum), magyar lednek (Lathyrus pannonicus), (Libanotis pyrenaica subsp. bipinnata), gérbics (Limodorum abortivum), sárga len (Linum flavum), árvalevelű len (Linum tenuifolium), békakonty (Listera ovata), (Luzula pilosa), henye tócsahúr (Lythrum portula), magas gyöngyperje (Melica altissima), magyar kőhúr (Minuartia frutescens), rigószegfű (Moenchia mantica), fenyőspárga (Monotropa hypopytis), apró nefelejcs (Myosotis stricta), bíboros vajvirág (Orobanche purpurea), (Orobanche gracilis), poloskaszagú kosbor (Orchis coriophora), füles kosbor (Orchis mascula L. subsp. signifera), bíboros kosbor (Orchis purpurea), nyúlánk sárma (Ornithogalum pyramidale), gyöngyvirágos körtike (Orthilia secunda), (Phyllitis scolopendrium), erdei varjúköröm (Phyteuma spicatum), (Pleurospermum austriacum), mocsári perje (Poa palustris), nagy pacsirtafű (Polygala major), szőrös vesepáfrány (Polystichum braunii ), pillás szőrmoha (Polytrichum piliferum),  homoki pimpó (Potentilla arenaria), havasalji rózsa (Rosa pendulina), (Rosa scabriuscula), osztrák zsálya (Salvia austriaca), (Sempervivum hirtum), rózsás kövirózsa (Sempervivum marmoreum ), háromfogfű (Sieglingia decumbens), csibehúr (Spergula arvensis), piros budavirág (Spergularia rubra), bozontos árvalányhaj (Stipa dasyphylla), hegyi árvalányhaj (Stipa joannis), csinos árvalányhaj (Stipa pulcherrima), hosszúlevelű árvalányhaj (Stipa tirsa), szarvasgyökér (Tordylium maximum), fekete zászpa (Veratrum nigrum), (Veronica dillenii ), hosszúlevelű veronika (Veronica longifolia), pilisi bükköny (Vicia sparsiflora), kis meténg (Vinca minor), háromszínű árvácska (Viola tricolor), vékony egércsenkesz (Vulpia myuros), hegyi szirtipáfrány (Woodsia ilvensis).
A Déli Börzsöny a hegység fő tömege között húzódik a közép-dunai flóraválasztó: a Dél-Börzsönyt a Bakonyicum flóravidék visegrádi flórajárásához soroljuk, a hegység többi részét pedig a Matricum flóravidék nógrádi flórajárásához.
A Börzsöny nagy részét tölgyesek és bükkösök borítják. Az erdőterület százalékában:
- 35% tölgy,
- 28% bükk,
- 17% gyertyán,
- 2% fenyő,
- 18% egyéb fa, mint például magas kőris, hegyi szil és juharok is. Aljnövényzetében számos értékes faj bújik meg, mint például: kankalin, holdviola, farkasboroszlán. A hegyi réteken a virágokat fűfélék váltják fel, így a veres csenkesz, perje, aranyzab az uralkodó fajok.

### Állatvilág
A madarak közül legértékesebb az uhu (3 pár), a vándorsólyom (3 pár), a kígyászölyv, a darázsölyv, a fekete gólya, a holló, a hegyi billegető, a fehérhátú fakopáncs (legnagyobb hazai állománya itt található) és a kis légykapó. A területen rendszeresen fészkel az uráli bagoly is. Egész évben felbukkanhat a szirti sas, késő nyártól-tavaszig a fenyőszajkó, havasi szürkebegy, hajnalmadár. Sajnos a parlagi sas, a kerecsensólyom (gallyfészkes költése már rég nem ismert, egykori sziklai költőhelyein ma a hegységbe az 1990-es években visszatelepült vándorsólyom fészkel), a törpesas, a barna kánya és a vízirigó már nem költ a Börzsönyben.
Emlősök közül legértékesebb a területen bizonyítottan egész évben jelen lévő hiúz (1-2 példány), és a patakok, horgásztavak mellett megtelepedett vidra. Újabban a szegélyterületeken helyenként az eurázsiai hód vagy közönséges hód (Castor fiber) is megtelepszik. A bokros cserjés erdőszegélyekben, elhagyott gyümölcsösökben a pelék tanyáznak, mint a mogyorós pele (Muscardinus avellanarius) vagy a hazánkban fokozottan védett erdei pele (Dryomys nitedula). A denevérek elsősorban az öreg erdők odvaiban a fák elváló kérge alatt tanyáznak, más fajok a felhagyott bányavágatokat kedvelik. Az itt előforduló fajok: nagy patkósdenevér (Rhinolophus ferrumequinum), közönséges denevér (Myotis myotis) , csonkafülű denevér vagy vörhenyes egérfülű-denevér (Myotis emarginatus), hegyesorrú denevér vagy hegyesorrú egérfülű-denevér (Myotis blythii), nyugati piszedenevér (Barbastella barbastellus), nagyfülű denevér vagy Bechstein egérfülű-denevére (Myotis bechsteinii), kis patkósdenevér (Rhinolophus hipposideros).
A hüllők közül a pannon gyík (Ablepharus kitaibelii fitzingeri) előfordulása érdemel külön figyelmet, természetesen a gyakoribb fajok, mint az erdei sikló (Zamenis longissimus) vagy a zöld gyík (Lacerta viridis) is előfordulnak. A királyréti Bajdázói-tóba az 1980-as években telepítették a mocsári teknős (Emys orbicularis) első példányait, életképes szaporodó populációja él itt.
A kétéltűek közül a foltos szalamandra (Salamandra salamandra) helyenként igen gyakori, a használtabb erdészeti utakon néhol több elütött állattal is lehet találkozni. A farkatlan kétéltűek közül több faj is előfordul, melyek közül a gyepi béka (Rana temporaria) és a vöröshasú unka (Bombina bombina) érdemel említést. Érdekesség, hogy a Mátra és a Bükk területén is élő sárgahasú unka (Bombina variegata) itt nem fordul elő.
A korábban fokozottan védett kövi rák (Austropotamobius torrentium) a Börzsöny több patakjában megtalálható, rendkívül érzékeny a patakok szennyezésére.
Az öreg odvasodó fákhoz kötődő bogárfajok közül a kék pattanóbogár (Limoniscus violaceus) első hazai példányát a Szent-Mihály hegyen találták. Rendkívül ritka rejtett életmódot folytató bogárfajunk a remetebogár (Osmoderma eremita) néhány régebbi előfordulása ismert a területről, újabban a kutatók nem találják. Természetesen a nagy szarvasbogár (Lucanus cervus), mely elsősorban középhegységi erdeink tölgyeseire jellemző, helyenként gyakori a területen. A nagy hőscincér (Cerambyx cerdo) magányosan álló tölgyeken találkozhatunk. A Duna–Ipoly Nemzeti Park címerállata a havasi cincér (Rosalia alpina) a bükkös zónában gyakori, nyár derekán az erdőben hagyott bükkrakásokon néhol tömeges. Csehországban, Ausztriában, valamit Szlovákiában a havasi cincért ártérben is megfigyelték, úgy tűnik a faj expanzióban ezeken az ártéri élőhelyeken.
Az egyenesszárnyúak közül két izgalmas faj is előfordul a területen az egyik a fűrészlábú szöcske (Saga pedo), mely fajnak csak nőstény egyedei léteznek, szűznemzéssel szaporodik. A másik az ál-olaszsáska (Paracaloptenus caloptenoides), mely kifejlett egyedei is szárnyatlanok maradnak, hazánkban rendkívül ritka.

## Települések
Bernecebaráti, Borsosberény, Ipolydamásd, Ipolytölgyes, Kemence, Kismaros, Kóspallag, Letkés, Márianosztra, Nagybörzsöny, Nagymaros, Nógrád, Nőtincs, Perőcsény, Tolmács, Rétság, Szob, Szokolya, Tésa, Verőce, Vác, Vámosmikola, Zebegény[forrás?] Diósjenő, Nagyoroszi, Hont.

## Turizmus

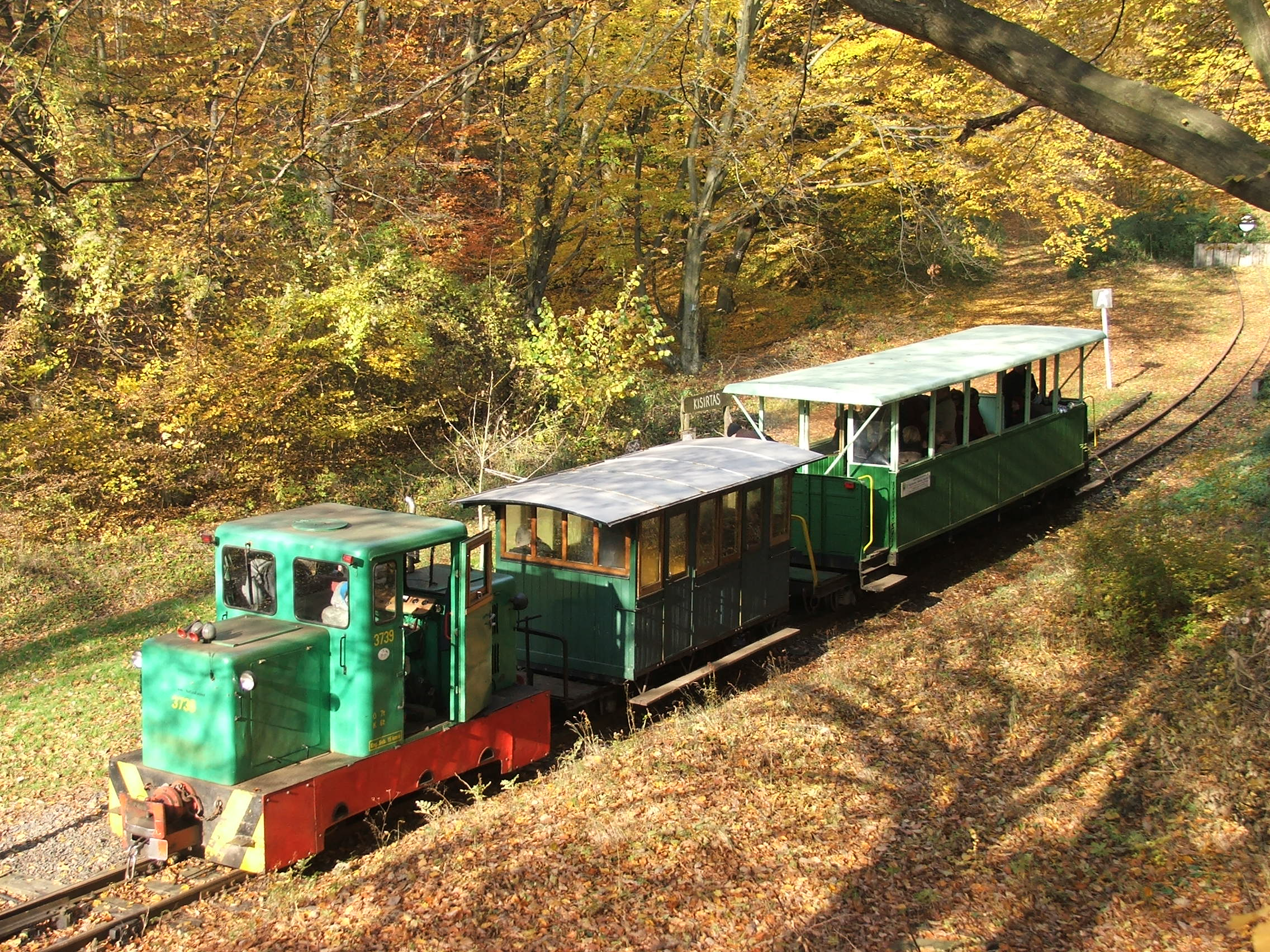
Szob–Nagybörzsöny erdei vasút

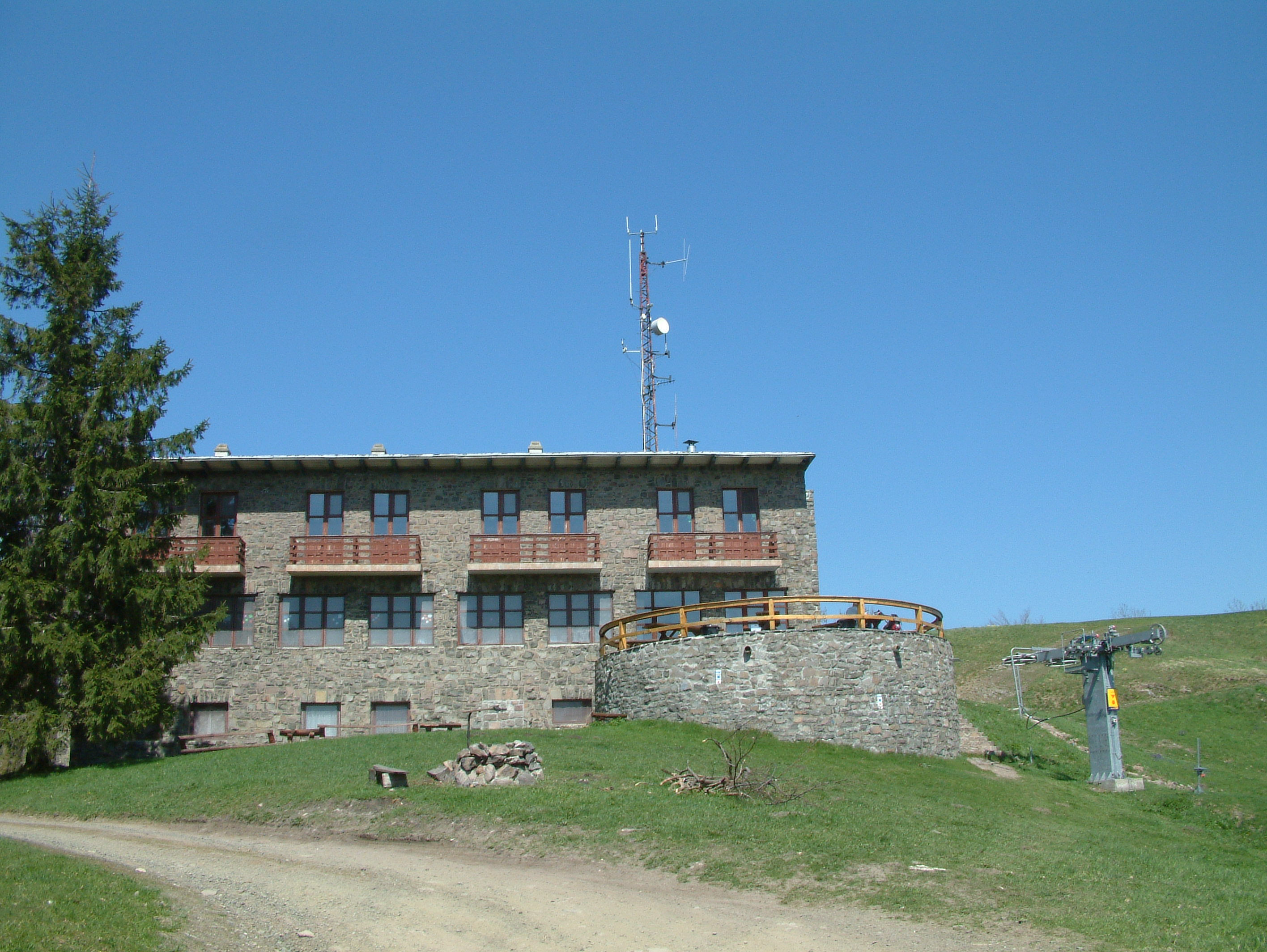
A nagy-hideg-hegyi turistaház

A hegység több irányból megközelíthető. Verőcéről két irányból, délről és nyugatról is megközelíthetjük a kedvelt túraútvonalakat. Kismarosról erdei vasúttal kapaszkodhatunk fel Királyrétre, keleti irányból pedig a Verőce-Magyarkúton áthaladó balassagyarmati vonattal érdemes elmenni Diósjenőig, innen néhány óra alatt fel lehet érni a Csóványosra. A területen több kulcsos- illetve turistaház is található (néhol étkezési lehetőség is van). A Nagy-Hideg-hegyen sípálya is található; Magyarországon itt marad meg legtovább a hó a Bükk-fennsíkon található Bánkút után.[forrás?]
A Szobon található Börzsöny Múzeum további érdekességekkel szolgál a régészet, a néprajz és a természettudomány terén: a folyamatosan bővülő gyűjtemény több mint 24 ezer tárgyat ölel fel. Az újkőkortól a török időkig nyerhetünk bepillantást Szob és a környező falvak történetébe az 1960-ban megnyílt állandó kiállítás régészeti részén belül. A kis hegyi falvak, így Nagybörzsöny szintén bővelkedik a látnivalókban. Itt található a 13. században épült Szent István-templom, melyet az egyik legszebb Árpád-kori falusi templomként tartanak számon, valamint az 1700-as években épült bányásztemplom. Ugyancsak érdemes felkeresni a 19. századi vízimalmot, amelynek lapátjait a Börzsöny-patak vize forgatja, és ahol a malomipar történetét bemutató kiállítás kapott helyet. Látogatásunkat színesítheti a Zebegényben található trianoni emlékmű és a Szőnyi István Emlékmúzeum is. Nem hagyható ki Márianosztra sem a helyi nevezetességek sorából, ahol a híres Magyarok Nagyasszonya búcsújáróhely július és december első hétvégéjén, valamint szeptember elején várja a zarándokokat.
A börzsönyi kisvasutak: Kemencei Erdei Múzeumvasút, Királyréti Erdei Vasút, Szob–Nagybörzsöny erdei vasút.

## Galéria

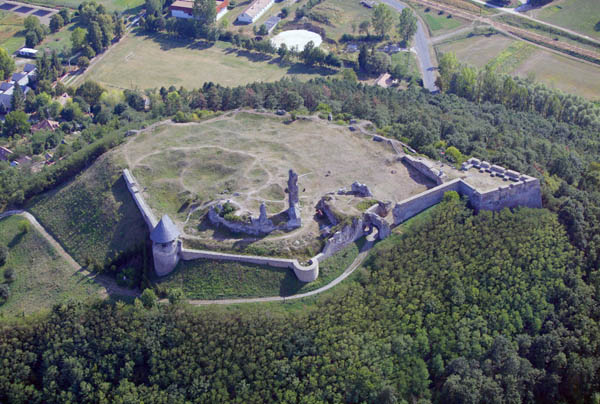
A nógrádi vár légi felvételen
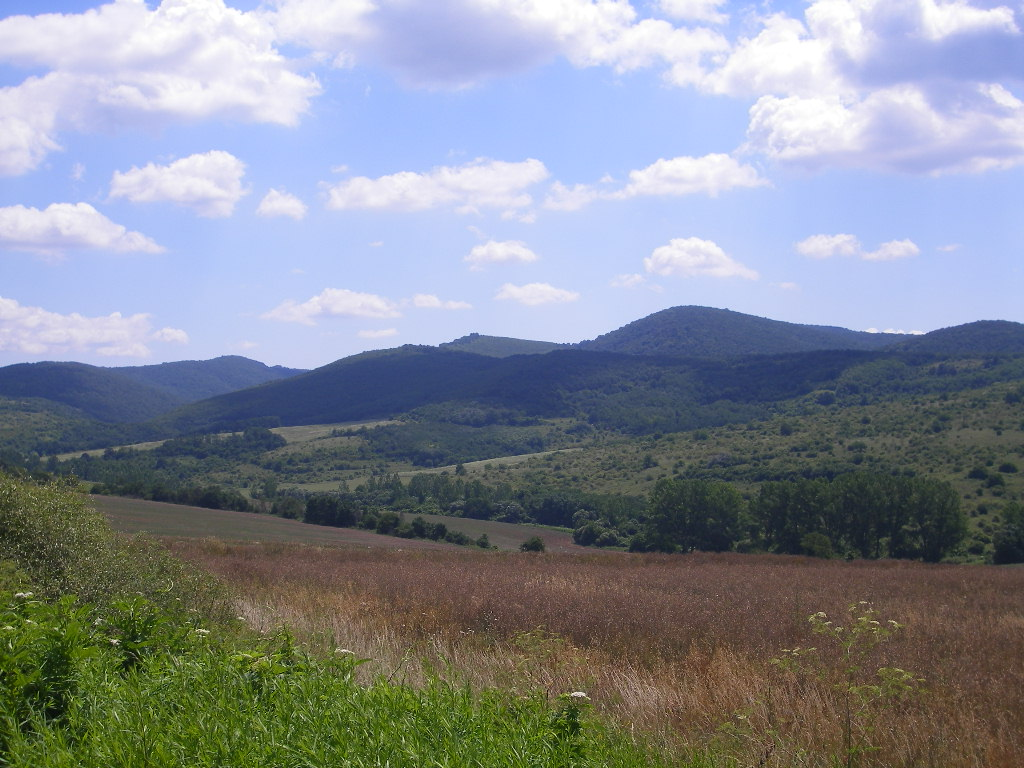
A hegység a Ganádi-szőlőhegyről (Nagybörzsöny)
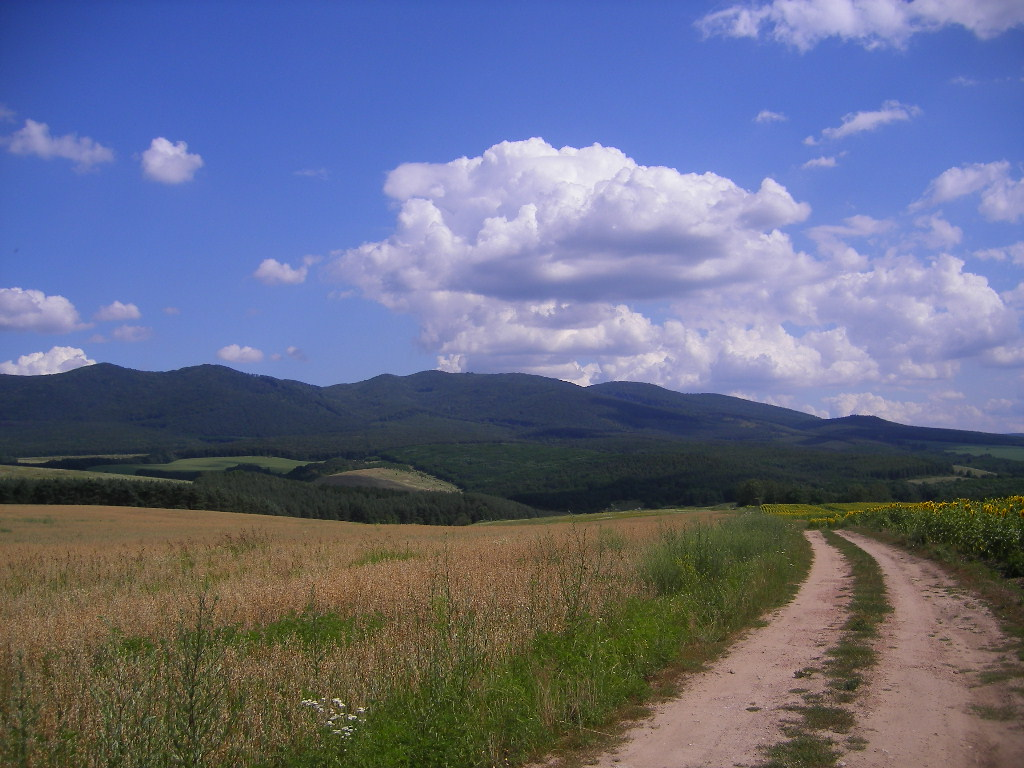
A Börzsöny látképe Perőcsénytől dél felé nézve